# Призрак (фильм, 2000)
«Призрак» (англ. Phantom, порт. O Fantasma) — фильм португальского режиссёра Жуан Педру Родригиша. В 2000 году на Венецианском кинофестивале картина номинировалась на Золотого льва.

## Сюжет
Молодой лиссабонец по имени Сержиу работает по ночам уборщиком мусора. Фатима, которая трудится вместе с ним, испытывает сексуальное влечение к парню. Но он равнодушен к женщинам. Сержиу бродит по городу в поисках грубого анонимного секса с мужчинами в темных и грязных уголках. Однажды ночью он знакомится с привлекательным парнем, который, кажется, является воплощением всех фантазий главного героя. Но молодой человек не проявляет к Сержиу никакого интереса. Сержиу настолько одержим влечением к незнакомцу, что решает его похитить. Он отправляется по опасному пути насилия, разврата и разложения.

## В ролях
| Актёр           | Роль        |
| --------------- | ----------- |
| Рикарду Менесеш | Сержиу      |
| Жоржи Алмейда   | полицейский |
| Беатрис Торкату | Фатима      |
| Жоаким Оливейра | Мариу       |

## Критика
Картина получила смешанные отзывы критиков со значительным  перевесом в сторону отрицательных. «Пазолини без страсти или политики или Альмодоваром без красоты и юмора» назвало фильм издание New York Times. А Майкл Бут на странице Denver Post отозвался о Призраке, как об «откровенной гей-порнографии, грамотно замаскированной под высокое искусство».